# M3 Stuart
O M3 Stuart (conhecido oficialmente como Light Tank M3) era um tanque leve americano que foi usado durante a Segunda Guerra Mundial (uma versão aprimorada entrou em serviço como M5). Foi fornecido às forças britânicas e outras forças da Commonwealth sob concessão antes da entrada dos Estados Unidos na guerra. Depois disso, foi usado pelos Aliados até o final da guerra. Era usado unicamente como tanque de suporte à infantaria. O nome "Stuart" veio do general confederado da Guerra Civil Americana, J.E.B. Stuart, e foi usado para o M3 e o seu derivado M5. Nos Estados Unidos, os tanques eram conhecidos como "Light Tank M3", "Light Tank M5" ou "M5/M5A1".

## Desenvolvimento
Observando os eventos na Europa, os projetistas americanos compreenderam que o carro de combate M2 estava obsoleto e iniciaram um processo de aperfeiçoamento. 
O novo projeto com maior blindagem, suspensão modificada e novo sistema de recuo do canhão foi denominado M3. A produção do veículo começou em março de 1941 e continuou até outubro de 1943. O armamento do M3 consistia de um canhão de 37mm e 5 metralhadoras .30 Browning.
Por causa da alta demanda durante a guerra e pela carência de motores, foi desenvolvida uma variante com dois motores automobilísticos Cadillac. Para acomodar os motores, o casco do veículo foi redesenhado. Esta nova variante foi denominada M5. O novo casco demonstrou melhor eficiência balística e foi adotado na versão M3A3. 
Finalmente, chegou-se a conclusão que o veículo tornara-se obsoleto e não comportava mais blindagem ou um canhão mais potente. Suas superfícies retas tornavam-no vulnerável as armas antitanque. Finalmente, foi substituído pelo M24 Chaffe em 1944. As unidades produzidas continuaram a ser utilizadas principalmente no Teatro do Pacífico, onde as armas antitanque e carros de combate inimigos eram em menor número e de menor eficiência.

## Variantes
- M3 - primeira versão de produção. 5.811 veículos produzidos.
- M3A1 - 4.621 produzidos. Esta versão recebeu uma nova torre. Alguns veículos da versão anterior saíram de fábrica com uma torre similar a do M3A1.
- M3A3 - 3.427 produzidos. Integrou na série M3 os aperfeiçoamentos da série M5. Versão com casco soldado. Torre modificada.
- M5 - 2.075 produzidos. Dois motores Cadillac. Casco redesenhado. Utiliza a torre do M3A1.
- M5A1 - 6.810 produzidos. M5 com a torre do M3A3.

Diversas variantes foram desenvolvidas a partir de veículos disponíveis, transporte de tropas, lança-chamas, lançador de foguetes entre outros.

## Operadores
Austrália, Bélgica, Brasil, Chile, República da China, Colômbia, Cuba, Equador, El Salvador, França, Grécia, Índia, Itália, México, Países Baixos, Nova Zelândia, Paraguai, Portugal, Turquia, Reino Unido, Uruguai, EUA, USSR, Venezuela, Iugoslávia.[carece de fontes?]

## Emprego no Brasil
Com a entrada do Brasil na guerra ao lado dos aliados, o Exército Brasileiro recebeu diversos carros de combate M3 ao longo dos anos seguintes, totalizando aproximadamente 350 unidades. Foi empregado na função de reconhecimento e permaneceu em serviço até a década de 70, quando foi substituído pelo M41 Walker Bulldog.
Aproveitando a disponibilidade de unidades e peças, este veículo serviu de base para o desenvolvimento de blindados no Brasil, especialmente pela empresa Bernardini. 

### Variantes brasileiras
- X1A - Baseado no M3A1. Possui um novo motor Saab-Scania a diesel, suspensão modernizada, nova blindagem superior, controle de tiro e uma nova torre com canhão DEFA 90 mm. 35 veículos foram produzidos.
- X1A1 - Suspensão modificada e casco alongado. Não entrou em produção.
- X1A2 - Construído a partir da versão X1A1, foram feitas grandes modificações, desaparendo qualquer semelhança com o Stuart original. O veículo pesava 19 toneladas, tinha três tripulantes, canhão Cockerill de 90 mm e motor Saab-Scania de 300 hp a diesel. 80 veículos foram produzidos entre 1979 e 1983.

## Emprego em Portugal
Em 1957, Portugal recebeu 80 unidades do M5A1. Estes veículos foram operados pelo Exército Português e pela Guarda Nacional Republicana, sete unidades. 
Os M5A1 foram os únicos carros de combate portugueses a ter entrado em combate. Três M5A1 foram enviadas para Angola, onde foram empregados para proteger colunas do exército. Os M5A1 estiveram em serviço até 1984.

## Galeria de imagens

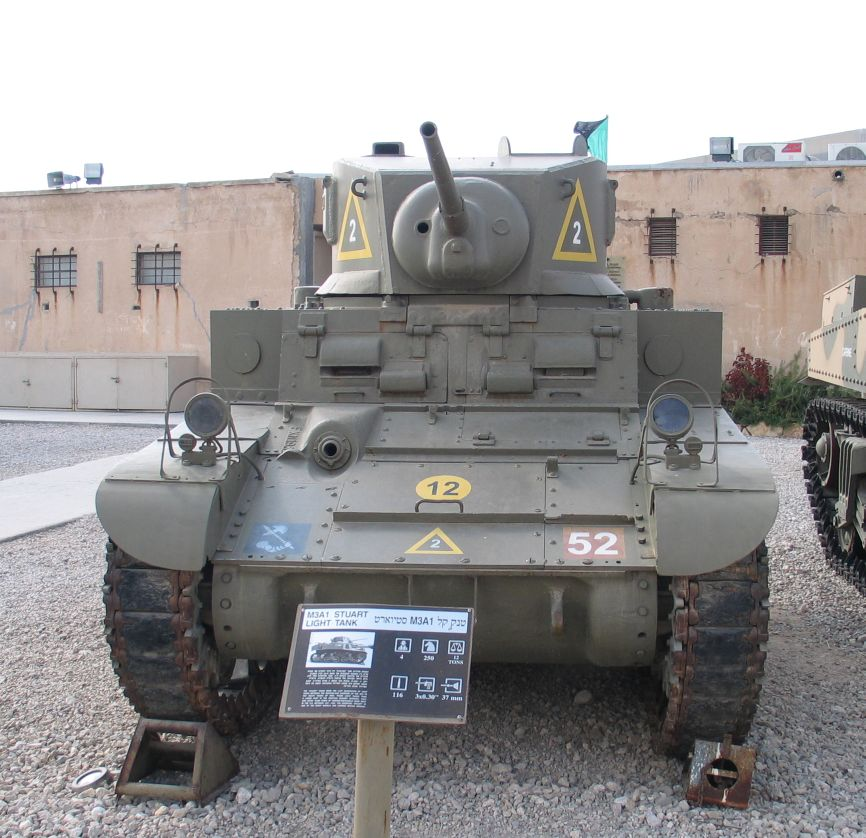
M3A1.
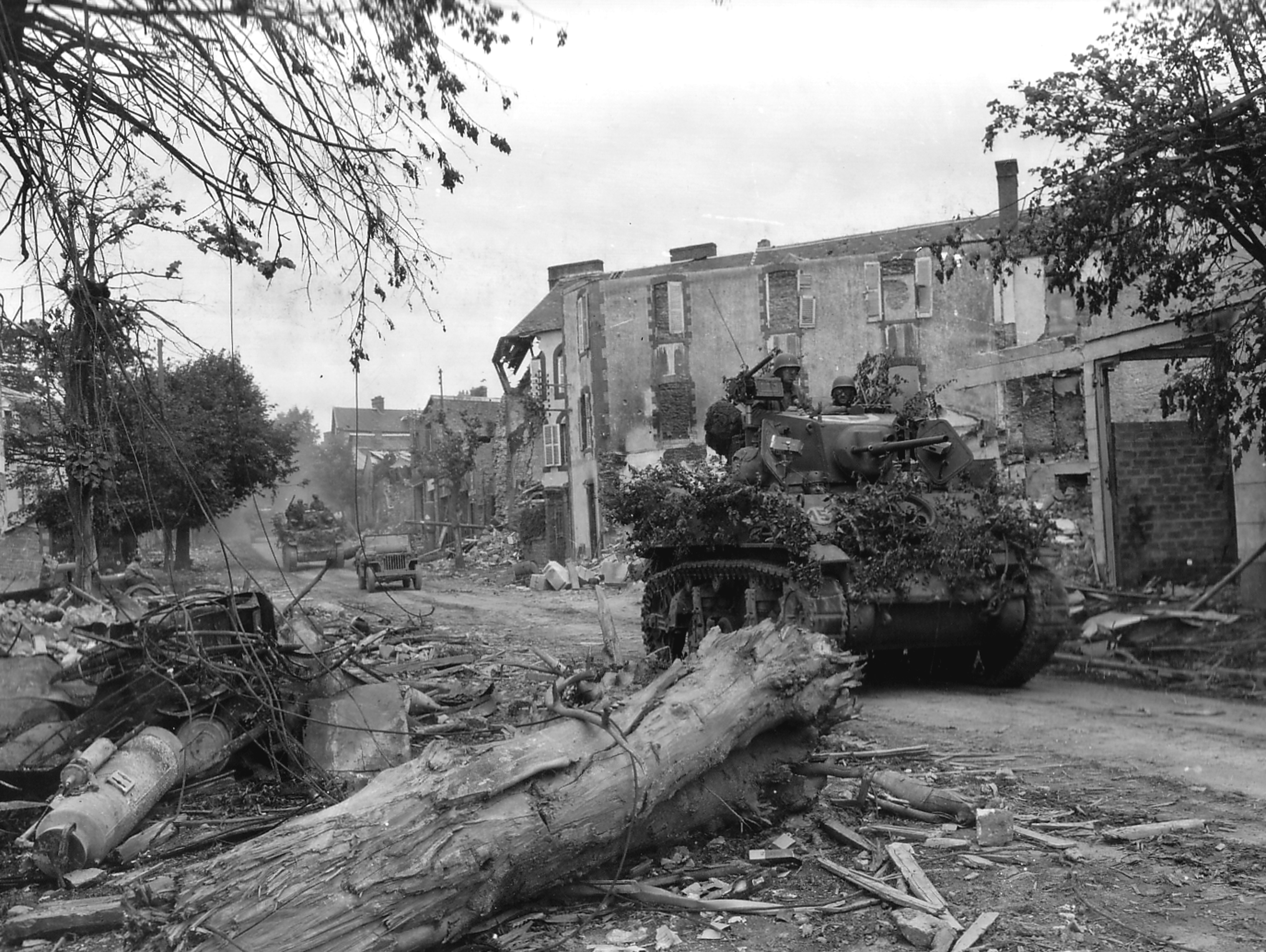
M5 Stuart durante a Segunda Guerra Mundial, Normandia, França.
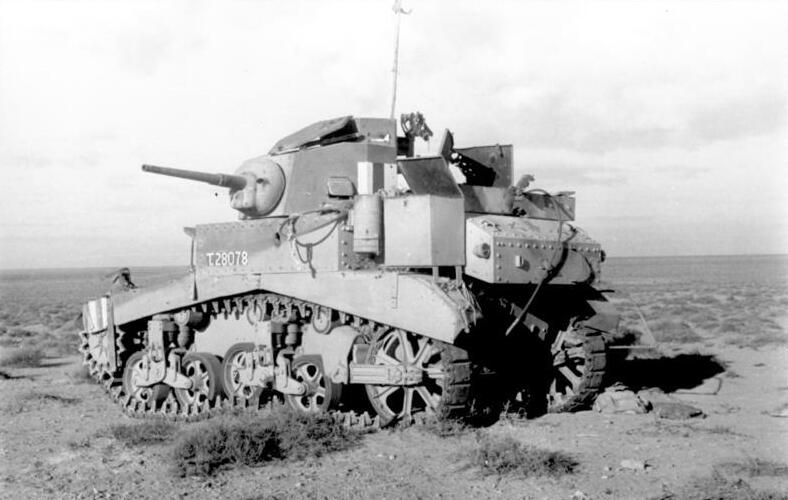
M3 Stuart na campanha do Norte da África.
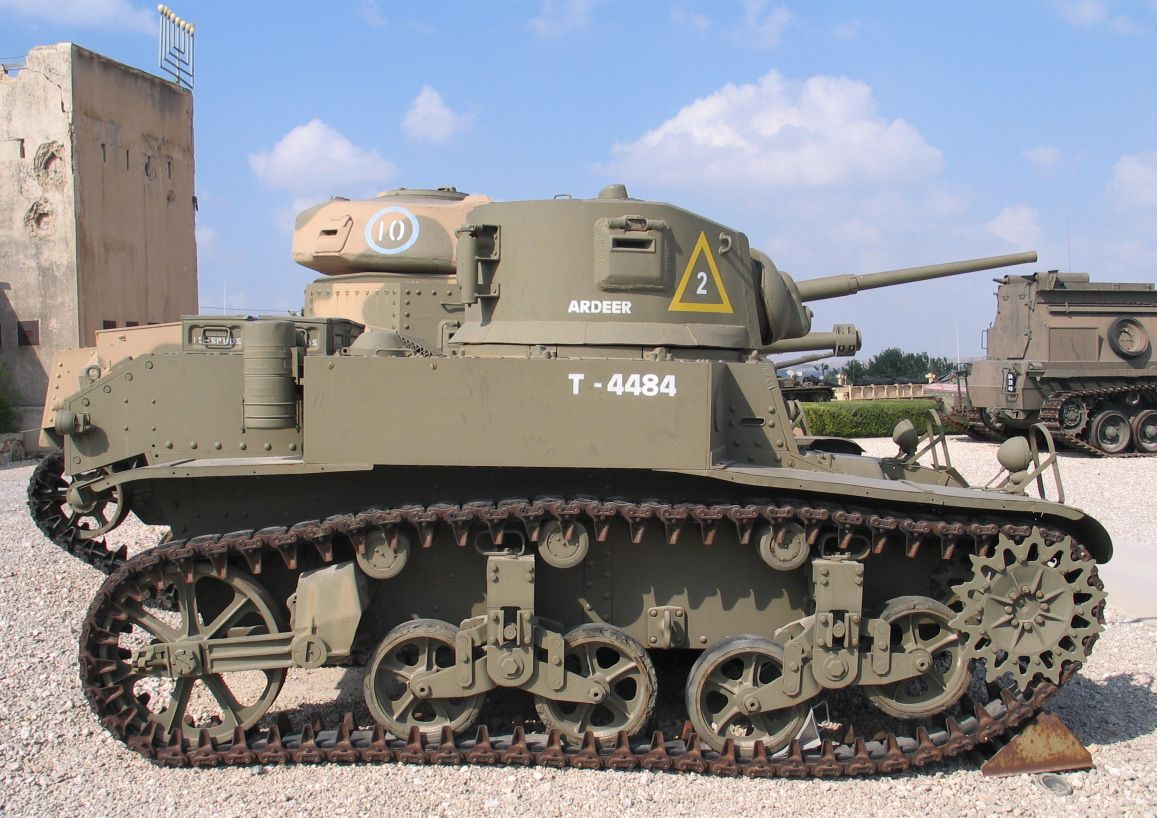
M3A1
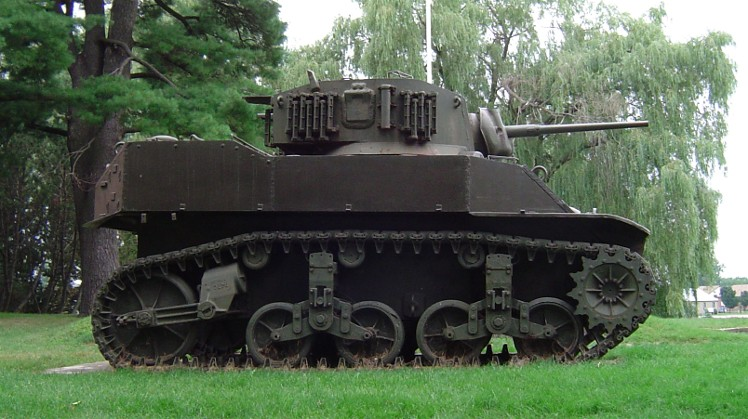
M5A1
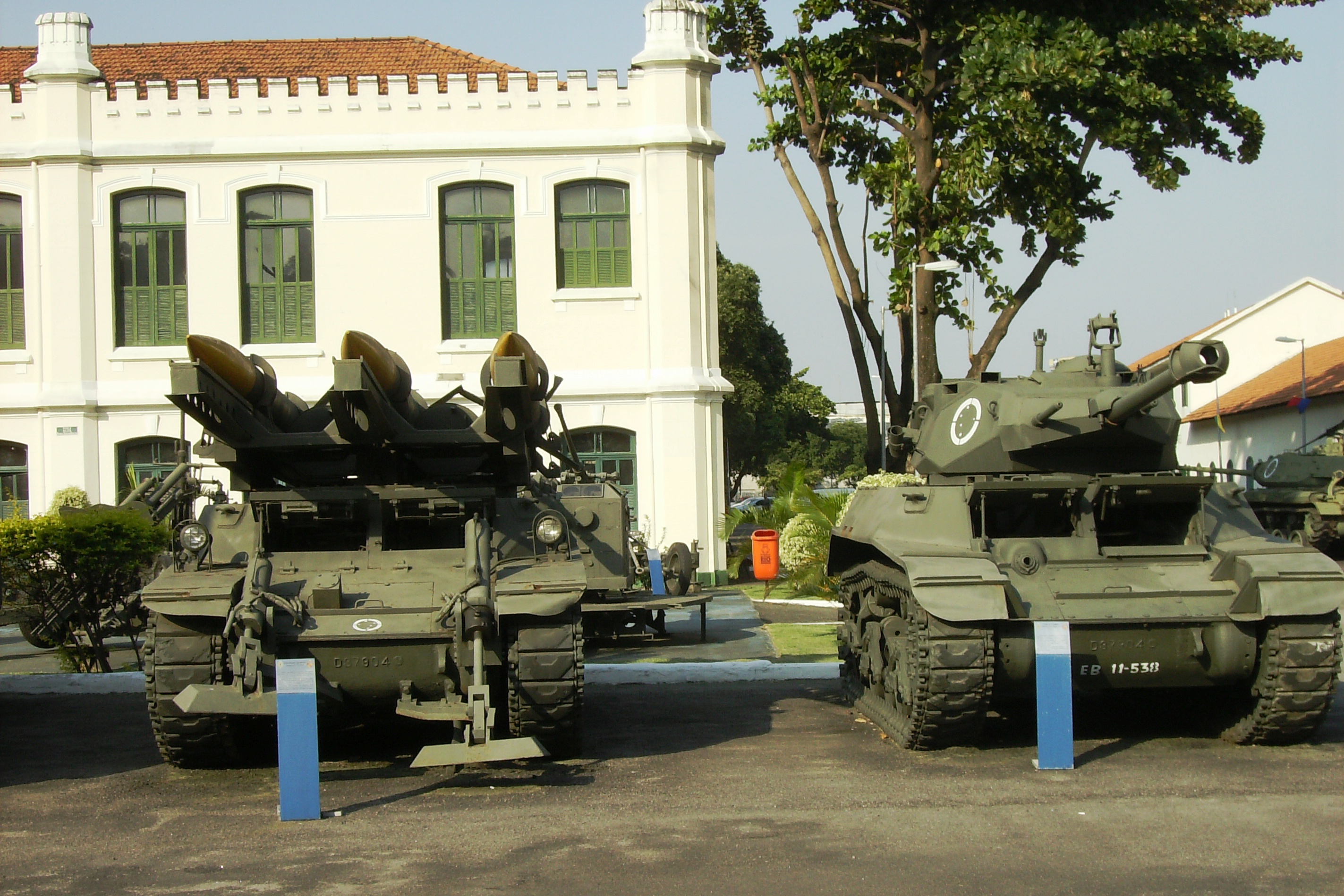
Bernardini XLF-40 o X1A1
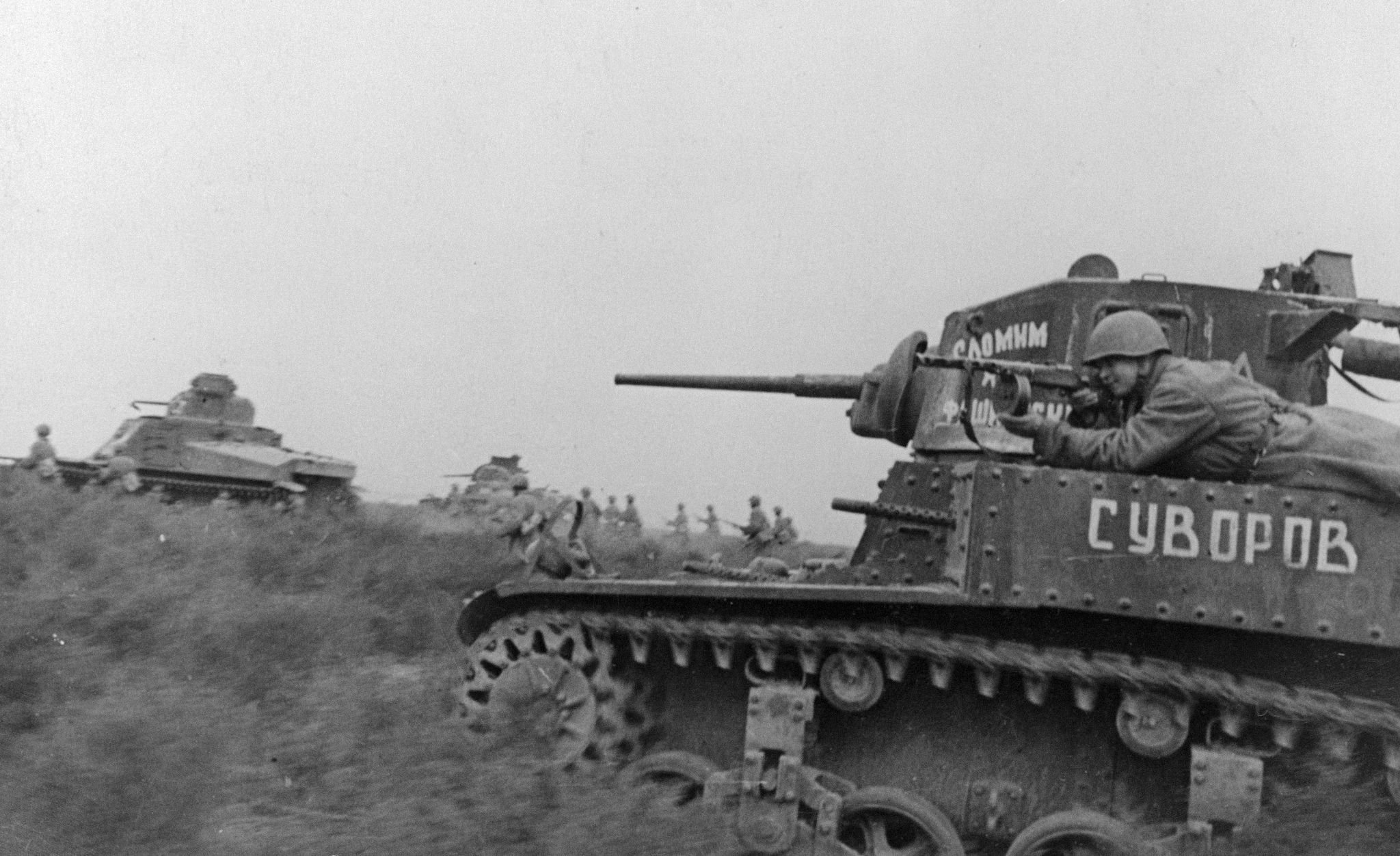
Um soldado soviético posando em cima de um Stuart batizado "Suvorov" na Frente do Don, em novembro de 1942, na Frente Oriental.